# High Force
High Force je vodopád v Anglii, vysoký 21 metrů. Nachází se na řece Tees nedaleko Middleton-in-Teesdale v hrabství Durham. Patří k oblasti Penniny, která je součástí European Geoparks Network.
Řeka zde překonává doleritový terénní zlom Whin Sill. Vodopády jsou dva, ale menší z nich je po většinu roku vyschlý. Pod vodopádem se nachází rokle, dlouhá asi 700 metrů. Vodopád je populární turistickou atrakcí, nedaleko něj se nachází hrad Raby, hornické muzeum Killhope a přehrada Cow Green Reservoir.
High Force je nejmohutnějším vodopádem v Anglii, ale nejvyšším je Cautley Spout.
Podle místní legendy žije v okolí vodopádu čarodějnice známá jako High Green ghost, která topí neposlušné děti.
Vodopád namaloval v roce 1816 William Turner. Natáčel se zde film Mackennovo zlato.